# Matador Records
A Matador Records é uma gravadora independente com sede em Nova York. É famosa pelo seu celeiro de músicos e bandas de indie rock.

## História
A gravadora foi iniciada por Chris Lombardi em 1989, no seu apartamento em Nova Iorque. No ano seguinte, Lombardi juntou-se ao ex-gerente da Homestead Records, Gerard Cosloy, para trabalhar no catálogo e na sonoridade da gravadora.
Em 1993, a gravadora começou uma parceria com a major Atlantic Records, que durou apenas alguns anos. Em 1999, a Capitol Records comprou 49% da gravadora, mas os donos do selo o compraram de volta tempos depois. O grupo Beggars Group adquiriu 50% do selo em 2002.